# Estação San Borja Sur
A Estação San Borja Sur é uma das estações do Metrô de Lima, situada em Lima, entre a Estação Angamos e a Estação La Cultura. Administrada pela GyM y Ferrovías S.A., faz parte da Linha 1.
Foi inaugurada em 11 de julho de 2011. Localiza-se no cruzamento da Avenida Aviación com a Avenida San Borja Sur. Atende o distrito de San Borja.